# Michal Kováč
Michal Kováč (5 tháng 8 năm 1930 – 5 tháng 10 năm 2016) là Tổng thống đầu tiên của Slovakia, đã phục vụ từ năm 1993 đến năm 1998.

## Tiểu sử
Kováč sinh ra ở làng Ľubiša, sau đó là Tiệp Khắc năm 1930. Ông tốt nghiệp Đại học Kinh tế tại Bratislava ngày nay và là nhân viên ngân hàng của Státní banka československá và của các ngân hàng khác. Như vậy, ông đã trải qua một số năm ở Luân Đôn và Cuba vào những năm 1960. Trong quá trình Bình thường hóa, anh ta đã phải chịu một số cuộc bức hại.

## Sự nghiệp chính trị
Trong và sau Cách mạng Nhung, từ ngày 12 tháng 12 năm 1989 đến ngày 17 tháng 5 năm 1991 (khi ông từ chức), ông Kováč là Bộ trưởng Tài chính của Cộng hòa Slovak (Xã hội chủ nghĩa).